# Igreja da Santíssima Trindade (Pyongyang)

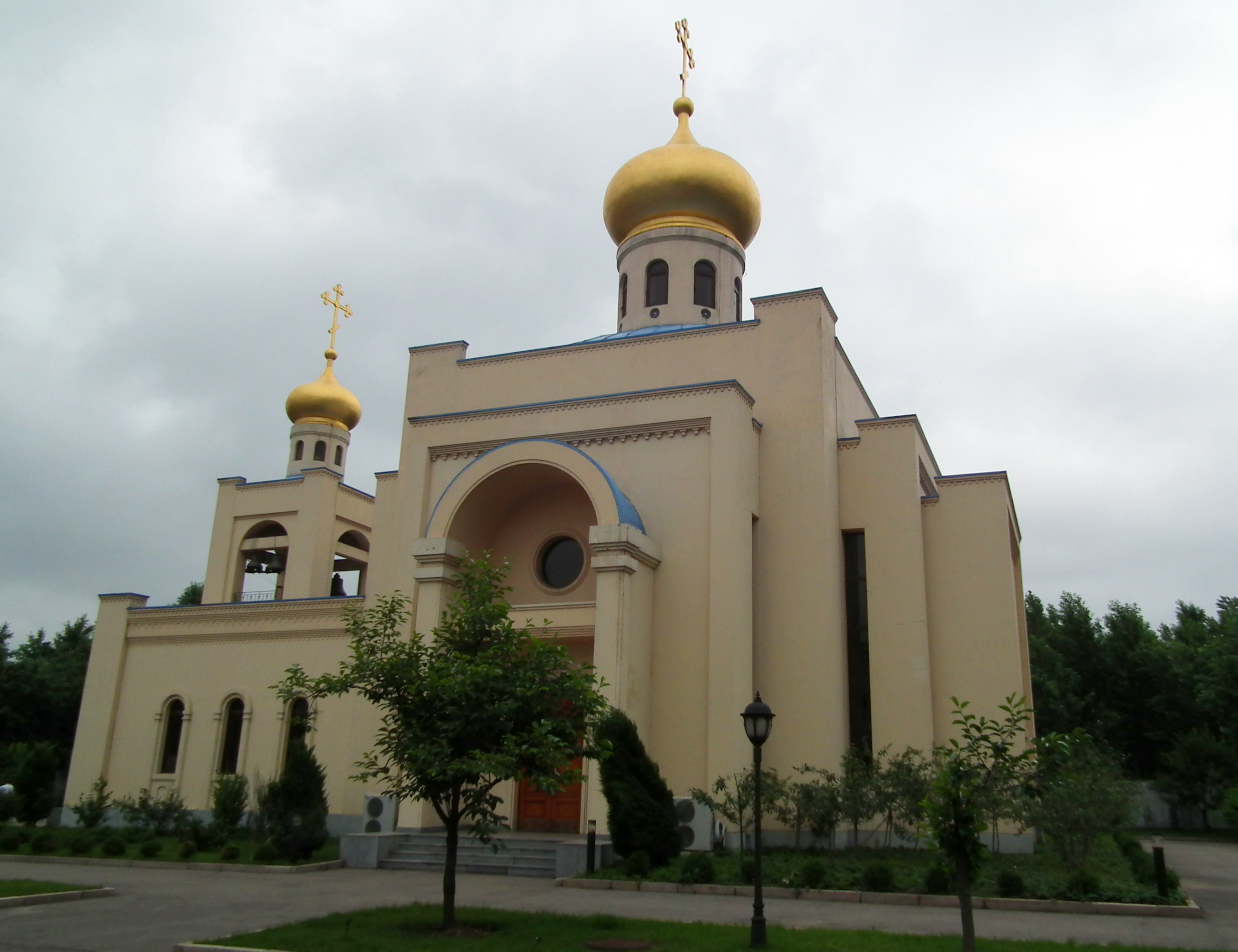
Igreja da Santíssima Trindade em Pyongyang

A Igreja da Santíssima Trindade (em coreano:  평양정백사원) é um templo da eparquia coreana da Igreja Ortodoxa Russa em Jongbaek-dong, distrito de Rangrang em Pyongyang, na Coreia do Norte. É a primeiro e único templo cristão ortodoxo do país e uma das poucas igrejas cristãs no geral.

## História
Em 22 de agosto de 2002, durante sua viagem ao Extremo Oriente Russo, Kim Jong-il visitou a igreja de São Inocêncio de Irkutsk, em Khabarovsk, onde se interessou ativamente pela Ortodoxia.
Não haviam sacerdotes ortodoxos no país, então o comitê ortodoxo coreano estabelecido em 2002 entrou em contato com a Igreja Ortodoxa Russa. O comitê enviou quatro estudantes ao Seminário Teológico de Moscou em abril de 2003. Após o seminário, eles foram enviados para Vladivostok para adquirir experiência prática.
O projeto do templo foi desenvolvido por especialistas coreanos no campo da arquitetura de templos russos dos séculos XVII-XVIII. A construção foi realizada principalmente às custas do orçamento coreano e da assistência da Administração do Território de Primorsky e de alguns empresários russos. Utensílios, ícones e sinos foram doados pela Igreja Ortodoxa Russa.
Em 24 de junho de 2003, o arcebispo Clemente de Kaluga e Borovski consagrou a primeira pedra da nova igreja. Em junho de 2006, do presidente do comitê ortodoxo coreano, George Ho Ir Zin, em nome do patriarca de Moscou, Aleixo II, foi recebido um apelo para aceitar o templo no seio da Igreja Ortodoxa Russa, que foi satisfeita pelo Santo Sínodo em julho do mesmo ano.
A igreja foi inaugurada em 13 de agosto de 2006 na presença de líderes religiosos e políticos russos.

## Trabalhos
O templo é presidido pelo reitor Teodoro Kim (Kim Hoe-il) e pelo diácono João Ra (Ra Gwan-chol), graduados do Seminário Teológico de Moscou.
A igreja tem uma paróquia própria e está sob a eparquia coreana do Exarcado Ortodoxo Russo do Sudeste Asiático.
O templo é consagrado com uma relíquia de Sérgio de Rakvere. A igreja também tem um ícone da Santíssima Trindade.